# Neola (Utah)
Neola – jednostka osadnicza w Stanach Zjednoczonych, w stanie Utah, w hrabstwie Duchesne.